# Мокренщина
Мокренщина (укр. Мокренщина) — село на Украине, основано в 1643 году, находится в Черняховском районе Житомирской области.
Код КОАТУУ — 1825686802. Население по переписи 2001 года составляет 155 человек. Почтовый индекс — 12331. Телефонный код — 4134. Занимает площадь 0,96 км².

## Адрес местного совета
12331, Житомирская область, Черняховский р-н, с.Пекарщина, ул.Петровского, 5